# Петков, Валерий Петрович
Валерий Петрович Петков  (род. 7 июля 1951, Ольшанка, Одесская область) — советский и украинский правовед. Исследует административное право, уголовно-исполнительное право.
Доктор юридических наук, профессор, Заслуженный юрист Украины.

## Биография
Родился 7 июля 1951 года в поселке Ольшанка. Отец, Петр Иванович (этнический болгарин), работал шофёром в местном колхозе, мать, Лидия Архиповна — учительницей математики. После окончания средней школы Валерий учился в 1968—1971 годах в Одесском медицинском училище № 3.
С октября 1971 года работал в Ольшанской санэпидемстанции помощником санитарного врача. В 1972—1974 годах — студент Запорожского медицинского института. Затем служил в рядах Советской Армии. В 1976 году работал в санитарно-эпидемиологической станции Шевченковского района (Запорожье) на должности помощника санитарного врача.
С октября 1976 работал в органах Управления исправительных учреждений УВД Запорожского облисполкома. В 1978—1983 годах учился на факультете правоведения Харьковского юридического института им. Ф. Э. Дзержинского.
В 1992 году защитил диссертацию на соискание учёной степени кандидата юридических наук по теме «Личность рецидивистов старшего возраста и особенности карательно-воспитательного воздействия на них в ИТУ» во Всесоюзном научно-исследовательском институте МВД СССР, г. Москва, под руководством доктора юридических наук профессора Юрия Мийрановича Антоняна. В январе 1994 года назначен на должность начальника цикла административного права Запорожского училища милиции МВД Украины.
С ноября 1994 года занимал должность начальника кафедры административного права и административной деятельности Запорожского юридического института МВД Украины. В 1998 году защитил диссертацию на соискание учёной степени доктора юридических наук «Управление воспитательно-исправительным процессом», под руководством доктора юридических наук профессора Александра Марковича Бандурки. В 2002 году ему было присвоено учёное звание профессора.
Распоряжением Председателя Верховной Рады Украины в апреле 2001 года включён в состав рабочей группы по подготовке проекта нового Кодекса Украины об административных правонарушениях. С июля 2001 года работает начальником Кировоградского филиала Национального университета внутренних дел. В декабре 2003 года был назначен ректором Кировоградского юридического института Национального университета внутренних дел.
С февраля 2006 года работал на должности ректора Кировоградского юридического института Харьковского национального университета внутренних дел. Член специализированных учёных советов по защите докторских и кандидатских диссертаций при Харьковском национальном университете внутренних дел, Национальном университете государственной налоговой службы Украины.
Награждён знаком «Крест Славы», медалями А. С. Макаренко, «За безупречную службу» I, II, III ст., а также почётными знаками отличия МВД Украины «За развитие науки, техники и образования», «Отличник народного просвещения», «Почётный знак МВД Украины», «За отличие в службе» I, II ст., «Лучший работник МВД», «Закон и честь», «10 лет МВД Украины», «15 лет МВД Украины», «За сотрудничество с внутренними войсками МВД Украины», «За противодействие детской преступной деятельности» I и II ст. и другими наградами. Заслуженный юрист Украины, член Криминологической ассоциации Украины.